# Anomaloglossus moffetti
Anomaloglossus moffetti es una especie de anfibio anuro de la familia Aromobatidae.

## Distribución geográfica
Esta especie es endémica del estado de Bolívar en Venezuela. Habita a una altitud de aproximadamente 1108 m s. n. m. en el tepui Sarisariñama.
Su presencia es incierta en Brasil.

## Etimología
Esta especie lleva el nombre en honor a Mark W. Moffett, entomólogo, explorador y fotógrafo.

## Publicación original
- Barrio-Amorós & Brewer-Carías, 2008 : Herpetological results of the 2002 expedition to Sarisarinama, a tepui in Venezuelan Guayana, with the description of five new species. Zootaxa, n.º 1942, p. 1-68[5]